# Втрата керованості в польоті
У аеронавтиці втрата керованості в польоті (англ. Loss of control LOC) — ненавмисний виліт літака з контрольованого польоту та є суттєвим фактором кількох авіаційних аварій у всьому світі. У 2015 році була основною причиною катастроф загальної авіації. Втрата контролю може бути наслідком механічної несправності, зовнішніх перешкод, несправностей повітряного судна або неналежних дій або відповідей екіпажу.

## Причини
Літак, який втратив контроль, виходить із нормального польоту та може досягти висоти або зіткнутися з ситуаціями, з яких може бути важко або неможливо відновитися, наприклад, звалювання або обертання. Завдяки сертифікації та процесам проектування надзвичайно рідко трапляється, що літаки втрачають контроль без екстремального неправильного поводження чи технічного дефекту.
Дослідження NASA щодо факторів, що викликають втрату контролю над літаком, і проблем із пом'якшенням наслідків розробило попередній список факторів, які сприяють втраті контролю, складений за допомогою інтерв'ю, перегляду звітів про аварії та групового аналізу наявних даних. Причинні фактори в списку були розділені на три категорії: (1) спричинені пілотом або людиною; (2) екологічно спричинені; і (3) спричинені системою. У наведеному нижче списку причинні фактори не впорядковані за частотою виникнення чи важливістю.
Фактори, що сприяють невідповідним пілотним діям, можуть включати:
- Погане судження або прийняття аеронавігаційних рішень
- Нездатність розпізнати аеродинамічний зрив або обертання та виконати коригувальну дію
- Умисне недотримання нормативних документів
- Недотримання швидкості польоту
- Недотримання процедури
- Недосвідченість пілота та недостатня кваліфікація
- Вживання заборонених ліків, що відпускаються за рецептом або без рецепта, заборонених наркотиків або алкоголю

## Помітні аварії
Втрата контролю була причиною багатьох повітряних катастроф, деякі з яких наведено нижче.
Рейс 8641 Аерофлоту Втома металу в гвинті горизонтального стабілізатора призвела до відмови компонента, коли літак прямував з Ленінграда до Києва, Україна, 28 червня 1982 року. Екіпаж не впорався з керуванням і о 10:50 розбився на південь від міста Мазир у Білорусі, усі, хто перебував на борту, загинули. Після трагедії влада призупинила роботу всіх реактивних літаків Яковлєва Як-42, і літаки зазнали серйозних змін у конструкції, доки вони не були визнані гідними літати знову наприкінці 1984 року.
Рейс 123 Japan Airlines був регулярним внутрішнім пасажирським рейсом Japan Airlines з токійського аеропорту Ханеда до міжнародного аеропорту Осаки, Японія. 12 серпня 1985 року Boeing 747SR, що летів за цим маршрутом, зазнав раптової декомпресії через дванадцять хвилин і розбився в районі гори Такамагахара, Уено, префектура Гунма, за 100 кілометрів (62 милі) від Токіо через тридцять дві хвилини, в результаті чого загинуло 520 із 524 осіб, які перебували на борту літака. Місце падіння було на хребті Осутака, поблизу гори Осутака.
Рейс 2303 China Northwest Airlines втратив керування під час зльоту з Сіаня, Китай. Літак Туполєва Ту-154 перед польотом проходив технічне обслуговування, а канал повороту автопілота був помилково підключений до крену, і навпаки. Крім того, це неправильне технічне обслуговування проводилося не в належним чином затвердженому закладі. Коли пілот увімкнув автопілот, літак почав різко коливатися. Будь-які спроби виправити ситуацію тільки погіршили ситуацію, оскільки літак розлетівся на шматки, розлетівшись у повітрі, перш ніж екіпаж встиг відреагувати, убивши всіх на борту.
Рейс 004 Lauda Air: 26 травня 1991 року Boeing 767-3Z9ER на ім'я Mozart вилетів з міжнародного аеропорту Дон Мианг, Бангкок, Таїланд, до Відня. Коли «Моцарт» піднявся на висоту тридцять дві тисячі футів, екіпаж отримав візуальне попередження, яке вказувало, що можливий збій системи призведе до того, що в польоті спрацює реверс тяги двигуна номер 1. Ознайомившись із Коротким довідником літака, вони вирішили, що це «лише порада», і не вжили жодних заходів. О 23:17 спрацював реверс тяги на двигуні номер 1, коли літак перебував над гірською місцевістю Таїланду, покритою джунглями. Останніми записаними словами першого офіцера Тернера були: «О, реверс увімкнено!». Літак 767 зупинився в повітрі й увійшов у спіральне занурення вліво, розпавшись на 4000 футів (1219 м). Усі 223 людини, які були на борту, загинули. На місце аварії прибули туристи, які зняли уламки на відео.
Рейс 585 United Airlines : 3 березня 1991 року рейс 737—200 585 здійснював останній захід на посадку до муніципального аеропорту Колорадо-Спрінгз із Степлтона, коли вирвався з-під контролю, накренившись праворуч, а потім перекинувся догори ногами перед тим, як увійти у низхідну спіраль праворуч. При ударі про землю літак розпався. Усі 20 пасажирів і 5 членів екіпажу загинули.
Рейс 427 USAir : через три роки після рейсу 585 United Airlines , 8 вересня 1994 року, ще один Boeing 737 вийшов з-під контролю та розбився. Boeing 737-3B7, що летів за маршрутом, зареєстрованим як N513AU, наближався до злітно-посадкової смуги 28R міжнародного аеропорту Піттсбурга, розташований у містечку Фіндлі, штат Пенсільванія . Літак раптово різко накренився вліво, перекинувся догори ногами, а потім пішов у спіраль вниз, обертаючись ліворуч. Тоді літак розбився біля аеропорту; У катастрофі загинули всі 127 пасажирів і 5 членів екіпажу. Тіла пасажирів були настільки сильно роздроблені, що NTSB спочатку оголосила місце аварії біологічно небезпечним. Обидві катастрофи пов'язані з несправністю керма напряму літака.
Рейс 603 Aeroperú 2 жовтня 1996 року Boeing 757-23A зіткнувся з океаном, убивши всіх 61 пасажира та 9 членів екіпажу на борту. Було виявлено, що клейка стрічка була випадково залишена на статичних портах персоналом технічного обслуговування після обслуговування літака. Це призвело до того, що їхні комп'ютери повітряних даних не змогли повідомити правильну швидкість польоту та висоту.
Рейс American Eagle 4184: Рейс з Індіанаполіса до Чикаго з використанням ATR-72 готувався до посадки, коли правий елерон раптово піднявся вгору, внаслідок чого праве крило різко опустилося. Літак упав і пікірував, закрутивши праве крило, і врізався в землю на соєвому полі поблизу Роузлона, штат Індіана . Усі 64 пасажири та 4 члени екіпажу загинули. Слідчі встановили, що катастрофа сталася через атмосферне обледеніння, яке порушило повітряний потік над правим крилом.
Рейс 261 авіакомпанії Alaska Airlines вилетів з Мексики в Каліфорнію. MD-83 перебував на технічному обслуговуванні, і гвинт Т-образного хвоста не перевірявся, як це передбачено графіком технічного обслуговування. Після кількох спроб екіпаж зміг розморозити стабілізатор, і літак пікірував униз. Пілоти змогли оговтатися і готувалися відправитися в Лос-Анджелес, коли хвіст вирвався зі свого вузла. Літак знову нахилився на 70 градусів носом вниз, перевернувшись під час падіння. Пілоти намагалися керувати літаком у перевернутому стані, але безуспішно; Через 86 секунд літак першим вдарився носом у Тихий океан і розпався від зіткнення з водою, миттєво вбивши всіх на борту.
Рейс 201 авіакомпанії Copa Airlines готувався приземлитися під час сильної грози, коли, подібно до катастрофи в Колорадо-Спрінгс, літак раптово різко нахилився вправо і спірально пірнув на землю, впавши в джунглі Дарієн-Геп біля зі швидкістю 400 вузлів (460 миль на годину), миттєво вбивши всіх 47 пасажирів на борту. Розслідування показало, що індикатор положення літака вийшов з ладу, через що пілоти втратили відстеження кута крену свого літака.
Рейс 4225 «Аерофлоту» вилетів з міжнародного аеропорту Алмати в аеропорт Сімферополя, «Туполєв» зайшов на висоту не більше 500 футів і опинився в зоні гарячого повітря. Літак увійшов у круте піке і заглох; екіпаж втратив керування, і літак розбився, загинули 166 осіб.
Рейс 991 Asiana Airlines вилетів з міжнародного аеропорту Інчхон на нічний вантажний рейс до міжнародного аеропорту Шанхай Пудун 28 липня 2011 року. Майже на півдорозі до місця призначення екіпаж оголосив про пожежу вантажу та хотів відправитися в аеропорт Чеджу. Пожежа значно посилилася, і літак став абсолютно некерованим. Літак влетів у Тихий океан, миттєво вбивши двох пілотів.
Рейс 5481 Air Midwest вилетів з міжнародного аеропорту Шарлотт/Дуглас до міжнародного аеропорту Грінвіль-Спартанбург. У Beechcraft 1900D діапазон руху ліфта був скорочений лише до 7 градусів вниз, але до 14 градусів угору через помилку технічного обслуговування, і він мав надмірну вагу. Літак злетів зі злітно-посадкової смуги 18R з 21 пасажиром і екіпажем. Відразу після того, як передача була піднята, літак піднявся, і екіпаж втратив керування. Літак заглох і стрімко пікірував вниз. Він врізався в кут авіаційного ангара, миттєво вбивши всіх 21 людини на борту.
Рейс 232 United Airlines був регулярним рейсом United Airlines із Денвера до Чикаго та далі до Філадельфії. 19 липня 1989 року DC-10 (зареєстрований як N1819U), який обслуговував політ, здійснив аварійну посадку в Су-Сіті, штат Айова, після катастрофічної поломки двигуна, встановленого в хвостовій частині, що призвело до втрати всіх рулів управління. Літак керувався тільки тягою двох двигунів №1 і №3. У той час літак прямував з міжнародного аеропорту Степлтон до міжнародного аеропорту О'Хара. З 296 пасажирів і членів екіпажу, які перебували на борту, 111 загинули під час аварії, а 185 вижили, що зробило цю катастрофу п'ятою за кількістю смертельних випадків за участю DC-10, після рейсу 981 Turkish Airlines, рейсу 191 American Airlines, рейсу 901 Air New Zealand і UTA. Рейс 772. Незважаючи на загиблі, аварія вважається яскравим прикладом успішного управління ресурсами екіпажу через велику кількість тих, хто вижив, і те, як екіпаж впорався з надзвичайними ситуаціями та посадив літак без звичайного керування.
Аварія Airbus А300 у Багдаді після ураження ракетою: 22 листопада 2003, невдовзі після зльоту з Багдада, Ірак, вантажний літак Airbus A300B4-200F, зареєстрований OO-DLL і належав European Air Transport (веде бізнес як DHL Express), був збитий зліва. кінця крила ракетою «земля-повітря» під час планового польоту до Мухаррака, Бахрейн. Сильне пошкодження крила призвело до пожежі та повної втрати гідравлічних систем керування польотом. Повертаючись до Багдада, екіпаж із трьох осіб здійснив посадку серйозно пошкодженого A300 без травм, використовуючи диференціальну тягу двигуна як єдиний вихід пілота.